# Landkreis Holzminden
Landkreis Holzminden är ett distrikt (Landkreis) i det tyska förbundslandet Niedersachsen.

## Administrativ indelning
I förvaltningsrättslig mening finns i modern tid ingen skillnad mellan begreppet Stadt (stad) gentemot Gemeinde (kommun).

### Einheitsgemeinden
| - Delligsen | - Holzminden (stad) |  |  |

### Samtgemeinde
| - Samtgemeinde Bevern | - Samtgemeinde Bodenwerder-Polle | - Samtgemeinde Boffzen | - Samtgemeinde Eschershausen-Stadtoldendorf |

### Kommunfria områden
| - Boffzen - Eimen | - Eschershausen - Grünenplan | - Holzminden - Merxhausen | - Wenzen |

1. ↑  GeoNames, 2005, Geonames-ID: 3221036, läs online och läs online.[källa från Wikidata]
2. ↑  läs online, www.destatis.de .[källa från Wikidata]